# Anna Sundström
Anna Sundström (nascida Anna Christina Persdotter; Kymlinge, Spånga, Condado de Estocolmo, 26 de fevereiro de 1785 – 1871) foi uma química sueca. Foi assistente do químico Jöns Jacob Berzelius de 1808 a 1836. Anna Sundström foi referenciada como a primeira química na Suécia.

## Biografia
Filha do fazendeiro Per Jansson, e mais tarde recebeu o nome Sundström. Mudou-se para a capital para servir como empregada doméstica, e em 1808 foi empregada como governanta de Jöns Jacob Berzelius, que foi considerado um dos pais da química moderna. Ela agiu de forma eficaz como sua assistente e colega de trabalho durante suas pesquisas. Durante seu trabalho formou-se em química e adquiriu um vasto conhecimento na área. Berzelius afirmou: "Ela está acostumada com todo o meu equipamento e seus nomes a tal ponto que eu poderia, sem hesitação, fazê-la destilar ácido clorídrico." Sundström também administrava seu laboratório e também supervisionava seus alunos.
Foi forçada a encerrar seu emprego quando Berzelius casou com Elisabeth Poppius em 1836. Alguns dos trabalhos feitos por Berzelius durante o período em que Sundstrom o ajudava são:
- A teoria da reação eletroquímica, que conclui que uma corrente elétrica pode ser enviada entre duas substâncias para iniciar uma mudança de elétrons.
- Dualismo eletroquímico, uma das obras mais conhecidas. Tratava da pilha voltaica, que foi usada na primeira bateria elétrica inventada por Humphry Davy em 1803, e seu poder de se decompor quimicamente de tal forma que foram quebrados em dois componentes com carga oposta.
- Estequiometria em química inorgânica, colocando os pesos atômicos dos elementos e as fórmulas para todos os compostos inorgânicos. Isso levou cientistas posteriores a cunhá-lo com o nome estequiometria.
- A descoberta dos elementos vanádio, lantânio, didímio, érbio, térbio e selênio.[3]

## Legado
Todos os anos, a divisão de química inorgânica da Sociedade Química Sueca seleciona a melhor tese de doutorado sueca em química inorgânica e concede à autora o Prêmio Anna Sundström.